# Gorytes
Gorytes Latreille, 1805 — род песочных ос из подсемейства Bembicinae (триба Bembicini). Более 70 видов.

## Распространение
Голарктика, Афротропика. В Палеарктике более 50 видов. В Европе около 20 видов Для СССР указывалось около 20 видов.
В Палеарктике 25 видов, в России 18 видов.

## Описание
Среднего размера осы (8—15 мм). Тело чёрное с развитым жёлтым или белым рисунком, напоминают некоторых одиночных ос Eumeninae. Срединное поле промежуточного сегмента морщинистое. Ацетабулярный киль короткий. Мезоплевры с омалюсами и стернаулюсами. У самок 1-й членик передней лапки с 2 щетинками на боковой поверхности. Медиальная жилка заднего крыла начинается перед концом субмедиальной ячейки.
Гнездятся в земле. Личинок кормят мелкими цикадками (Cicadellidae, Cercopidae, Fulgoridae, Membracidae). Среди их естественных врагов есть паразитоиды из рода ос Nysson.

## Систематика
Более 70 рецентных видов и 1 ископаемый (первоначально описанный как Hoplisus archoryctes Cockerell, 1922). Относится к трибе Bembicini.

### Виды Европы
- Gorytes africanus Mercet 1905
- Gorytes albilabris (Lepeletier 1832)
- Gorytes fallax Handlirsch 1888
- Gorytes foveolatus Handlirsch 1888
- Gorytes kohlii Handlirsch 1888
- Gorytes laticinctus (Lepeletier 1832)
- Gorytes neglectus Handlirsch 1895
- Gorytes nigrifacies (Mocsary, 1879)
- Gorytes planifrons (Wesmael 1852)
- Gorytes pleuripunctatus (A. Costa 1859)
- Gorytes procrustes Handlirsch 1888
- Gorytes quadrifasciatus (Fabricius, 1804)
- Gorytes quinquecinctus (Fabricius 1793) typus
- Gorytes quinquefasciatus (Panzer 1798)
- Gorytes schlettereri Handlirsch 1893
- Gorytes schmiedeknechtii Handlirsch 1888
- Gorytes sulcifrons A. Costa 1869

### Другие виды
- Gorytes africanus
- Gorytes aino Tsuneki, 1963
- Gorytes albidulus
- Gorytes ambiguus
- Gorytes harbinensis
- Gorytes hebraeus
- Gorytes koreanus Handlirsch, 1888
- Gorytes maculicornis(F. Morawitz, 1889)
- Gorytes pieli Yasumatsu, 1943
- Gorytes sogdianus
- Gorytes tricinctus
- Gorytes tobiasi